# Bouabdella
Bouabdella és una àrea natural sensible de la governació de Siliana a Tunísia, delegació de Makthar, propera a la ciutat de Makthar (o Maktar). Té una superfície de quatre hectàrees i és l'únic lloc de Tunísia on el xiprer de Maktar es desenvolupa en el seu medi natural original (l'especia ha estat introduïda a altres llocs).